# نبرد فلادن
نبرد فلادن (به انگلیسی: Battle of Flodden)، بخشی از درگیری‌های میان پادشاهی انگلستان و پادشاهی اسکاتلند بود. این نبرد که در نزدیکی شهرستان نورث‌آمبرلند در شمال انگلستان در ۹ سپتامبر ۱۵۱۳ مبارزه شد، میان ارتش اسکاتلندی مهاجم به فرماندهی شاه جیمز چهارم، و ارتش انگلیسی به فرماندهی توماس هوارد که پدرش جان هوارد پدر دو ملکه انگلستان آن بولین و کاترین هاوارد و پدربزرگ الیزابت یکم بود درگرفت. نتیجهٔ این نبرد یک پیروزی قاطع برای انگلیسی‌ها بود. از نظر تعداد نیروهای نظامی درگیر، آن جنگ را بزرگترین نبردی که میان این دو پادشاهی درگرفته می‌دانند. جیمز چهارم در جنگ کشته شد، و نامش به‌عنوان آخرین پادشاه جزایر بریتانیا که زندگی آنان چنین پایانی داشته در تاریخ بریتانیا ثبت شد.